# Bondelmonte
Bondelmonte és una òpera en tres actes del compositor Giovanni Pacini amb llibret de Salvatore Cammarano, estrenada al Teatro della Pergola de Florència el 18 de juny de 1845.

## Context
Aquesta òpera és de vegades esmentada com a Buondelmonte, títol d'una òpera de Gaetano Donizetti. Ambdues expliquen els mateixos fets i estan inspirades en la mateixa font literària, l'obra Istorie fiorentine de Nicolau Maquiavel. Aquesta de Pacini es va estrenar més de vint anys després que la de Donizetti, presentada per primera vegada al Teatro San Carlo de Nàpols el 18 d'octubre de 1834. De fet, Donizetti havia escrit la música per a la seva òpera Maria Stuarda, però la censura napolitana no va permetre la representació de Maria Stuarda i Donizetti va adaptar en deu dies la seva obra a la història de Nicolau Maquiavel sobre l'enfrontament de les famílies Amadei i Donati.
L'enunciat de la història narrada per Maquiavel és el següent: «Primera divisió intestina a Florència, ocasionada per Buondelmonte Buondelmonti, el qual va donar paraula de matrimoni a una Amidei, va mancar a la seva paraula i es va casar amb una Donati [any 1215]». Maquiavel no posa nom als personatges principals de la seva història, tret del personatge de Buondelmonte, la qual cosa propicia que en les diferents versions tinguin noms diferents, malgrat que les històries siguin semblants. En aquesta versió alguns noms apareixen en plural (la "i" final d'Amadei, Uberti, Gangalandi i Fifanti) la qual cosa indica una referència a cadascuna d'aquestes famílies nobles venecianes, sent l'individu un representant de la seva família. Però Bondelmonte no és Bondelmonti, perquè es representa a si mateix. Segueix així també la realitat històrica de l'assassinat al segle xiii de Buodelmonte Buondelmonti, a càrrec de membres d'aquestes famílies però sense especificar quina persona de cadascuna d'elles va intervenir.
En la història real, Buondelmonte, fill de Tegliaio di Buondelmonte, queda viudo de Ghisola i es comprometre a casar-se amb la filla de Lambertuccio degli Amidei i de la seva esposa, germana d'Oddo Arrighi dei Fifanti. Aquest compromís estava lligat a una contraprestació a una ofensa entre dues famílies rivals, sent el matrimoni concertat la manera de perdonar l'ofensa. Però el matrimoni no es va arribar a celebrar, en intervenir Gualdrada, la dona de Forese Donati, que va aconseguir convèncer Buondelmonte a que es casés amb la seva filla. Aquesta nova ofensa va posar en contra dels Buondelmonti les famílies de Fifanti, Lamberti, Gangalandi i Uberti, els quals, per consell de Mosca dei Lamberti, van decidir venjar-se amb la mort de Buondelmonte. Després de l'assassinat la ciutat va quedar dividida en dos bàndols, representats per les famílies Buondelmonti i Uberti, i que van lluitar entre si iniciant a la ciutat de Florència els enfrontaments entre Güelfs i Gibel·lins, uns enfrontaments que anaven molt més enllà de les ofenses entre les dues famílies.
Cadascú dels tres actes de l'òpera de Pacini té un subtítol: Cosa fatta capo ha, La demente i Vendetta memorabile. Arran de l'estrena a Montevideo l'any 1867 el primer acte de l'òpera va ser subdividit en dos actes. Així, el primer acte contenia només dues escenes en comptes de tres, passant la tercera a ser la primera del segon acte (Amedei: "Oltraggio enorme!"). Amb aquest canvi l'acte segon quedava sense subtítol.
L'òpera es va presentar al Liceu de Barcelona per primer cop el 8 d'abril de 1855 (4 representacions) i es va tornar a oferir, en una versió modificada per l'autor, també en tres actes, a partir de l'1 d'octubre de 1857 (17 representacions).

## Personatges
| Paper                     | Tessitura    | Intèrprets de l'estrena 18 de juny de 1845 (dir: Pietro Romani) | Intèrprets de l'estrena al Liceu 8 d'abril de 1855 (dir: Gabriel Balart) |
| ------------------------- | ------------ | --------------------------------------------------------------- | ------------------------------------------------------------------------ |
| Bondelmonte               | tenor        | Ettore Caggiati                                                 | Carlo Balestra                                                           |
| Amedei, germà de Beatrice | baríton      | Cesare Badiali                                                  | Felice Varesi                                                            |
| Beatrice                  | soprano      | Marietta Gazzaniga                                              | Marianna Barbieri-Nini                                                   |
| Bianca Donati             | Mezzosoprano | Faustina Piombanti                                              | Matilde Cavaletti                                                        |
| Isaura, filla de Bianca   | soprano      | Clelia Forti Babacci                                            | Elisa Villó de Genovés                                                   |
| Uberti                    | baix         | Demetrio Masselli                                               | Ulisse Ardavani                                                          |
| Gangalandi                | tenor        | Giovacchino Lucchesi                                            | Molins                                                                   |
| Mosca                     | tenor        | Ettore Profili                                                  | Francesc Porcell                                                         |
| Fifanti                   | baix         | Giovanni Nottoli                                                | Giovanni Cavaletti                                                       |

## Argument
Lloc: Florència, part a la mansió de Bondelmonte
Època: 1215

### Acte 1 - Cosa fatta capo ha[6]
Amedei i Beatrice reben als seus i comenten la tornada de Bondelmonte, qui després de prometre casar-se amb Beatrice va haver de partir fora de Florència. Bondelmonte fa tres dies que ha tornat a la ciutat i encara no ha anat a veure Beatrice. Arriba per fi Bondelmonte, acompanyat per Uberti. Després de les salutacions Bondelmonte demana a Amedei que el deixin a soles amb Beatrice. Ella li dona emocionada la benvinguda ("Alfine tra' lari miei ti veggo!"), però Bondelmonte li confessa haver-se enamorat d'una altra dona ("Amore è forza dunque?... Ah, sì!"). Beatrice li lliure de la seva promesa de matrimoni ("L'ode Iddio... l'udrà Fiorenze"), en mig de la desesperació de Bondelmonte ("Te vuol misera e tradita"). Marxen tots dos de l'escena. [Final de l'acte en la versió de Montevideo]
Amedei entra a escena, furiós, a través d'una porta secreta ("Oltraggio enorme!"). Fa avisar els familiars i amics. Entren Uberti, Fifanti, Gangalanti, Mosca i altres persones. Els explica la renúncia de Bondelmonte a fer bona la seva paraula ("Di pari affetto a chel ch'io nudro"). Mosca demana venjança i tots s'afegeixen al crit: Bondelmonte haurà de morir tan bon punt es casi amb una altra dona. Marxen tots d'escena.
Canvi d'escenari, ara un jardí de la casa dels Donati, on passegen Bianca i la seva filla Isaura. Aquesta demana a la seva mare que vagi al costat de la mare de Bondelmonte, la qual es troba molt malament de salut. Bianca li diu que va ser ella qui va aconseguir que l'amor d'Isaura per Bondelmonte pogués tenir èxit ("Riposa in me...") i marxa. Arriba Beatrice, que vol parlar amb la seva amiga Isaura ("Qui, dolce amiga..."), no sabent que és d'ella de qui s'ha enamorat Bondelmonte i amb qui es vol casar. Beatrice voldria saber qui és la seva rival ("Ah! Nota mi fosse l'iniqua rivale...") però Isaura no ho vol confessar. Beatrice aleshores li explica que el seu germà i els seus parents mataran Bondelmonte i llavors Isaura es desmaia.
Arriba en aquest moment Bondelmonte, cridant a Isaura i em veure-la desmaiada s'afanya a ajudar-la. Beatrice llavors s'adona que Isaura és la seva rival ("Agli occhi miei dovrò?") i malgrat els gestos suplicants d'Isaura, que ha recobrat el coneixement, marxa furiosa de la sala ("Ah! dell'inganno il demone..") mentre la parella d'amants demana perdó ("D'alta pietade, o misera..."). Fi del primer acte.

### Acte 2 - La demente
Atri a la mansió de Bondelmonte, on es troba ell amb escuders i familiars. Bondelmonte es queixa d'haver de celebrar la seva boda gairebé d'amagat ("Fra l'ombra dunque, fra il silenzo..."). Entra Amedei a la sala, ve a parlar amb ell desarmat, tot recordant la seva antiga amistat ("D'amistà ne avvinse dolce legame..."). Bondelmonte replica que les seves paraules encara fan tot més difícil ("Ah! le mie colpe perchè ti piace d'aggravar?") i que va ser Beatrice qui va decidir deslliurar-li de la promesa. Amedei li explica llavors que Beatrice ha embogit de pena. Apiadat Bondelmonte, accedeix a seguir Amedei, que el portarà a veure Beatrice, però en l'últim moment torna enrere i demana a Amedei que marxi de casa seva ("Esci; t'invola da queste soglie") mentre Amedei s'enfurisme i marxa ("O di vil fango alma più vile!").
L'escenari canvia a l'exterior del castell de Bondelmonte, que es veu en part, i també es veuen parets d'una capella. Al fons un camí que porta a Florència. Els pagesos de la zona canten ("Qui, dove non spunta un riso mendace"). Isaura i Bianca passegen per escena, la filla es veu immersa en terribles presagis. Mentre la mare tracta de calmar-la ("Esso, tra poco, innanzi all'ara...") la filla evoca els seus amors per Bondelmonte ("Eterni gl'istanti or son per me!"). Arriba ell i tots es preparen per a entrar a la capella, on han de celebrar el casament. Isaura té un instant de dubte ("Mi trema il piè"), però entra també, deixant tots l'escenari.
Entra en escena Beatrice, pàl·lida, com un cadàver: ha embogit totalment ("Fuggita io son! Fuggita..."). Se senten els càntics de les noces al temple i Beatrice creu que són per ella i Bondelmonte, qui l'espera dins el temple ("Un cantico di noze..."). Fatigada, seu a prop d'una escala. Surten llavors tots de la capella i la troben allà. Arriben també Fifanti, Uberti, Gangalandi i Mosca, i en veure desmaiada Beatrice criden a Amedei, que ja arribava. Mentre Amedei retreu a Bondelmonte haver-se casat amb Isaura ("Tutto comprendo... ah! perfido!") Beatrice desperta i creient que els càntics són per la seva boda diu a Bondelmonte que ja els ha arribat el dia del casament ("Odi tu d'imene, in torno echeggiar la sacre note?"). Però aviat veu que està equivocada i que el seu germà vol matar Bondelmonte. Isaura s'interposa entre Amedei i Bondelmonte, ella ha de morir en comptes d'ell ("Io l'accesi di perfido amore...") mentre Bondelmonte es troba disposat a morir ("Que, nel core mi pianta la spada"). Beatrice llavors surt fugint espantada, i la segueix la seva família. Fi del segon acte.

### Acte 3 - Vendetta memorabile
Habitació del castell. Bondelmonte seu, amb una gran tristesa. Arriba Isaura i li pregunta què fa aixecat tan d'hora del llit. Ell ha tingut un somni ("Escendea la notte, il popolo...") i al somni ha vist l'enterrament d'una jove, de qui no diu el nom. Arriba Bianca que li porta un document que acaba d'arribar de Florència. En ell li comuniquen que la seva mare és a punt de morir: ha d'anar a Florència, malgrat les amenaces dels seus enemics, per l'amor a la seva mare ("Oh! Quant'ella seppe amarmi..."). Bianca i Isaura intenten que no marxi ("Resta... cede al tuo periglio...") però Bondelmonte surt precipitadament d'escena.
L'escena es trasllada ara a un saló dels Amedei, on es veu Beatrice asseguda, envoltada d'amics i familiars, entre ells Amedei, Uberti, Gangalandi i Fifanti. Beatrice crida a Bondelmonte, Amedei es desespera ("Udisti! La stessa ognor!"). Arriba Mosca i avisa que Bondelmonte és a punt d'arribar a la ciutat i que el dia de la revenja arriba amb ell. Marxen els homes, deixant Beatrice sola amb les dones. Elles li fa acostar-se a la finestra, on veurà com Bondelmonte ha estat atacat per Amedei i els altres quan intentava creuar pel Ponte Vecchio. Beatrice reacciona en reconèixer Bondelmonte i crida el seu odi al seu germà ("Bondelmonte! Ah, barbaro fratello!"). Entren a escena el germà i la resta de conjurats. Beatrice mor de pena tot estimant Bondelmonte ("Oh tu, ch'io sempre adoro...") mentre Amadei es desespera "Deserto in terra io sono"). Fi de l'obra.